# Cecropia dealbata
Cecropia dealbata là loài thực vật có hoa trong họ Tầm ma. Loài này được B.S.Williams mô tả khoa học đầu tiên năm 1887.